# Indigenismo
O indigenismo é uma ideologia política, cultural e antropológica voltada para o estudo e a valorização das culturas indígenas e o questionamento dos mecanismos de discriminação e etnocentrismo em detrimento dos povos indígenas. Indigenismo pode se referir à busca por uma maior inclusão social e política dos povos indígenas, seja por meio de reformas em nível nacional ou alianças regionais. Em qualquer caso, o indigenismo busca reivindicar as diferenças culturais e linguísticas indígenas, fazer valer os direitos indígenas e buscar o reconhecimento e, em alguns casos, a compensação por ações ocorridas em estados coloniais e republicanos. Ao contrário do hispanismo, que inclui culturas indígenas como parte da cultura hispânica, o indigenismo não reconhece o hispanismo de forma alguma e até rejeita a miscigenação. Como resultado dessa concepção, surgiram correntes extremistas como o etnocacerismo, que reivindica uma luta racial.

## História
Como antecedente do pensamento indigenista pode ser encontrado o testamento da Rainha Isabel a Católica, ditado no curso das explorações espanholas na América, que em 1504 ordenou:
“Não permita que os índios, vizinhos e habitantes das Índias e da Tierra Firme, ganhas e a serem ganhas, recebam qualquer dano à sua gente ou propriedade, ao contrário que sejam bem e justamente tratados”
Em 1511, António de Montesinos preocupou-se em defender os índios contra os abusos e excessos cometidos:
“Estes não são homens? Com eles, os preceitos da caridade e da justiça não deveriam ser mantidos e cumpridos? Eles não tinham suas próprias terras e seus senhores e senhores? Eles nos ofenderam em alguma coisa? Não somos obrigados a pregar a lei de Cristo e trabalhar com toda diligência para convertê-los? ... Todos vocês estão em pecado mortal, e nele vivem e morrem, por causa da crueldade e tirania que usam com essas pessoas inocentes”
Diante dos abusos cometidos, em 1512, seriam lançadas as Leis de Burgos, onde ficaria estabelecido que os índios eram homens livres e legítimos donos de suas casas e propriedades, ficou estabelecido que os índios poderiam ser obrigados a trabalhar enquanto o trabalho fosse tolerável e o justo salário foi pago, e a guerra de conquista seria justificada se os índios se recusassem a ser cristianizados ou evangelizados.
Depois que a lei foi aprovada, Bartolomé de las Casas escreveria Brevíssima Relação da Destruição das Índias Ocidentais, onde denunciava os maus-tratos à população indígena, exagerando deliberadamente o número de mortes e idealizando os índios.
Em 1542, seriam proclamadas as Leis Novas, nas quais era assegurado o bom trato aos índios, a eliminação da escravidão dos índios e era providenciado que as encomiendas deixassem de ser hereditárias. As encomiendas, que era um sistema em que os indígenas eram colocados sob a proteção de um espanhol para promover a assimilação cultural e a conversão ao cristianismo, mas que resultava em exploração e trabalho forçado, aos poucos foram desaparecendo.
As Leis de Burgos e as Novas Leis integrariam as Leis das Índias.
No entanto, grupos indígenas, nos primeiros anos da conquista, rebelaram-se contra os espanhóis e seus aliados indígenas. Em 1536 começaria a rebelião de Manco Inca, que fundaria a linha dinástica dos Incas de Vilcabamba. Em 1541, a Guerra do Mixtón ocorreria no norte do México, durante a qual as tribos chichimecas se levantaram contra os espanhóis e os aliados indígenas.
Outro movimento significativo surgiria na década de 1560 com o movimento milenar do Taqui Ongo, uma seita religiosa que anunciou um evento cósmico e exortou os indígenas a voltarem ao culto das huacas destruídas pelos missionários cristãos.
Na década de 1940, surgiu a ideia do sistema de castas pelo qual o Império Espanhol teria classificado as pessoas de acordo com sua raça. Este conceito tem sido altamente questionado devido à massiva miscigenação que ocorreu desde o início do domínio espanhol na América.
Devido às reformas promovidas pelos Bourbons, nas últimas décadas do século XVIII, por meio das quais o poder espanhol foi centralizado e a arrecadação de impostos aumentou, estouraria a rebelião de Túpac Amaru II, que liderou o maior movimento indígena e de independência no Vice-Reino do Peru. Foi o primeiro a pedir a liberdade de toda a América espanhola de qualquer dependência, tanto da Espanha como de seu monarca, implicando não só a mera separação política, mas a eliminação da mita mineira, a distribuição de bens, alcabalas, etc (14 de novembro de 1780). Além disso, ele decretou a abolição da escravidão negra pela primeira vez na própria América Latina (16 de novembro de 1780).
Entre 1810 e 1814 as Cortes de Cádiz seriam desenvolvidas na Espanha, neste tribunal seria ditada a proibição das autoridades civis, militares e eclesiásticas para vexar os índios em sua pessoa e em suas propriedades, a abolição do tributo indígena e questões sobre o liberdade individual dos indígenas.
Após as guerras de independência da América Latina, os novos países passaram a ser influenciados pelas ideias do racismo científico, que se desenvolveu no século XIX, o que resultou em graves abusos contra os povos indígenas com o objetivo de aproveitar suas terras como aconteceu com a Conquista do Deserto (Argentina), Ocupação da Araucanía (Chile) e o Ciclo da borracha (Peru - Brasil). Outra ideia de alto impacto seria o mito do bom selvagem.

## Conceitos
- Política realizada pelos estados americanos para atender e resolver os problemas que confrontam as populações indígenas, com o objetivo de integrá-las à nacionalidade correspondente. (Alejandro Marroquín, 1972).
- Uma formulação política e uma corrente ideológica, ambas fundamentais para muitos países da América, em termos de sua viabilidade como nações modernas, de realização de seus projetos nacionais e da definição de suas identidades. (Instituto Indigenista Interamericano, 1991, p. 63).
- Corrente de pensamento e ideias organizadas, desenvolvidas em torno da imagem do índio. Se apresenta como uma interrogação da indianidade por parte dos “não-índios” em função de preocupações e finalidades próprias deles próprios”. (FAVRE,1976: 72 e historiadores).
- Não é senão uma resposta do sistema a uma pergunta dos brancos: por que os países pluriétnicos estão atrasados? Encobre então, uma hipótese: o indígena é um freio ao desenvolvimento. Em vez de questionar a sociedade global e seu modelo de desenvolvimento, deprecia a cultura indígena" (AUBRY, 1982, p. 15).

“Há uma questão pendente que tem suma importância para o indigenismo e tem sido objeto de discussão há muitos anos e em especial desde a fundação do Instituto Indigenista Interamericano, mas que até a data presente não pode ser satisfatoriamente resolvida. Essa questão implica três perguntas que parecem fácil de responder, mas que não são em realidade: quantos, quem e como são os habitantes da América que devem ser propriamente conceituados como indígenas?” (GAMIO, 1966, p. 175-176, primeiro diretor do Instituto Indigenista Interamericano).